# Гика, Ион
Ио́н Ги́ка (рум. Ion Ghica; 12 августа 1816 года, Бухарест — 7 мая 1897 года, Гергань, Ракари) — румынский математик, педагог, дипломат, политический и государственных деятель; неоднократно занимал пост премьер-министра Объединённого княжества Валахии и Молдавии и президента Румынской академии.
Происходил из албанского княжеского рода Гика.
С начала 1830-х годов — изучал в Париже литературу, математику, инженерное дело и политэкономию. Во время учёбы познакомился с Василе Александри и Александру Ионом Кузой.
Получив образование в Париже, в 1843 читал политическую экономию в Ясском университете и вместе с Михаилом Когэлничану основал журнал «Прогресс».
В 1843 году вместе с Кристианом Теллем, Александру Голеску и Николае Бэлческу участвовал в организации тайного общества «Фрэция» («Frăţia» — «Братство»).
Принял деятельное участие в революции 1848 года в Дунайских княжествах. После отречения князя Георгия III Дмитрия Бибеску поступил на турецкую службу и был назначен губернатором острова Самоса, с титулом князя (1854—1859). На этом посту энергично боролся с эгейскими пиратами.
В 1859 вернулся на политическое поприще в Румынию и в 1866 был военным министром в кабинете Ласкэра Катарджу. Позднее сменил последнего на посту премьера, а затем ещё неоднократно председательствовал в кабмине.
Опубликовал множество научных трудов, статей и монографий.
Избранная библиография:
- Dernière occupation des Principantés danubiennes (1843)
- Scrisori către Vasile Alecsandri
- Amintiri din pribegie
- Convorbiri Economice.